# Force India VJM07
El Force India VJM07 es un monoplaza de Fórmula 1 diseñado por Andrew Green para el equipo Sahara Force India F1 Team para competir en la Temporada 2014 de Fórmula 1. Fue conducido por Nico Hülkenberg, quien regresó al equipo después de haber estado en Sauber en 2013 y por Sergio Pérez, quien se unió al equipo después de dejar el equipo McLaren.
El VJM07 fue diseñado para usar el nuevo motor Mercedes V6 1.6 turbo, denominado PU106A Hibryd. Tanto el sistema de recuperación de energía como la caja de cambios fueron diseñados por Mercedes. Fue presentado el 22 de enero de 2014 por una imagen que publicó la escudería en Twitter.
En el Gran Premio de Baréin, Force India obtuvo el máximo de puntos en una sola carrera con 25. Checo Pérez terminó tercero (primer podio del equipo indio en más de cuatro años), y Nico Hulkenberg finalizó quinto.
Para el GP de Austria de 2014 Pérez consiguió la vuelta rápida (1:12.142) de la carrera y concluyó en la sexta posición.

## Resultados
(Clave) (negrita indica pole position) (cursiva indica vuelta rápida)
| Año  | Motor                               | Neu. | N.º | Pilotos         | 1   | 2   | 3   | 4   | 5   | 6   | 7   | 8   | 9   | 10  | 11  | 12  | 13  | 14  | 15  | 16  | 17  | 18  | 19  | Puntos | Pos. |
| ---- | ----------------------------------- | ---- | --- | --------------- | --- | --- | --- | --- | --- | --- | --- | --- | --- | --- | --- | --- | --- | --- | --- | --- | --- | --- | --- | ------ | ---- |
| 2014 | Mercedes PU106A Hybrid 1.6 V6 Turbo | P    |     |                 | AUS | MYS | BHR | CHN | ESP | MON | CAN | AUT | GBR | GER | HUN | BEL | ITA | SIN | JPN | RUS | USA | BRA | ABU | 155    | 6º   |
| 2014 | Mercedes PU106A Hybrid 1.6 V6 Turbo | P    | 11  | Sergio Pérez    | 10  | DNS | 3   | 9   | 9   | Ret | 11≠ | 6   | 11  | 10  | Ret | 8   | 7   | 7   | 10  | 10  | Ret | 15  | 7   | 155    | 6º   |
| 2014 | Mercedes PU106A Hybrid 1.6 V6 Turbo | P    | 27  | Nico Hülkenberg | 6   | 5   | 5   | 6   | 10  | 5   | 5   | 9   | 8   | 7   | Ret | 10  | 12  | 9   | 8   | 12  | Ret | 8   | 6   | 155    | 6º   |

- ≠ El piloto no acabó el Gran Premio, pero se clasificó al completar el 90% de la distancia total.
- Pilotos y constructores suman puntos dobles en el Gran Premio de Abu Dabi.